# Tachéomètre

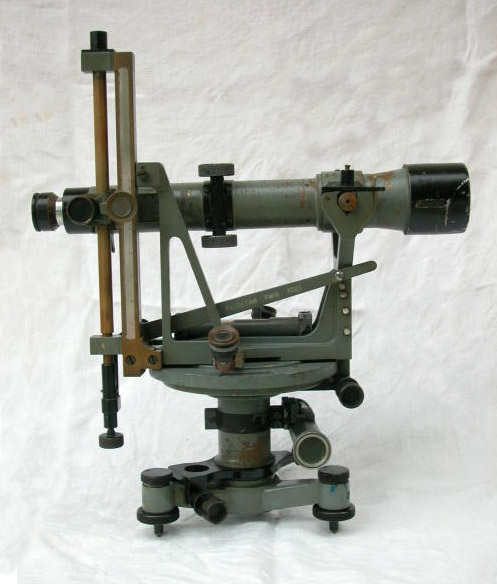
Tachéomètre autoréducteur Secretan

Le tachéomètre est un appareil servant à mesurer les angles horizontaux et verticaux entre deux cibles, ainsi que la distance entre ces cibles. Les mesures prises permettent de caractériser un triangle géodésique, et donc soit d'établir une carte ou un plan, soit de vérifier la cohérence entre un plan et la réalité du terrain.
Un théodolite couplé avec un fil stadimétrique est le type le plus simple de tachéomètre (tachéomètre Moinot). Cependant, tous les tachéomètres ne sont pas forcément des théodolites : les tachéomètres autoréducteurs ne possèdent pas de cercle de mesure des angles verticaux, remplaçant celui-ci par une échelle des pentes (% de pente).
Bien que le terme « tachéomètre » apparaisse dès le milieu du XIXe siècle, il ne s'agissait alors que d'un théodolite équipé d'un stadimètre. Aujourd'hui, on ne peut réellement parler de « tachéomètre » que si l'appareil est capable de mesurer des distances par lui-même.
La mesure des distances se fait grâce à un télémètre à visée infrarouge ou laser intégré dans le tachéomètre. La mesure se fait à l'aide d'un prisme réflecteur tétraédrique donc catoptrique, placé à la verticale du point que l'on souhaite mesurer à l'aide d'une nivelle sphérique. L'utilisation d'un système laser permet aussi d'effectuer une mesure de distance par télémétrie laser, ce qui permet d'utiliser comme cible des endroits inaccessibles.

## Station totale

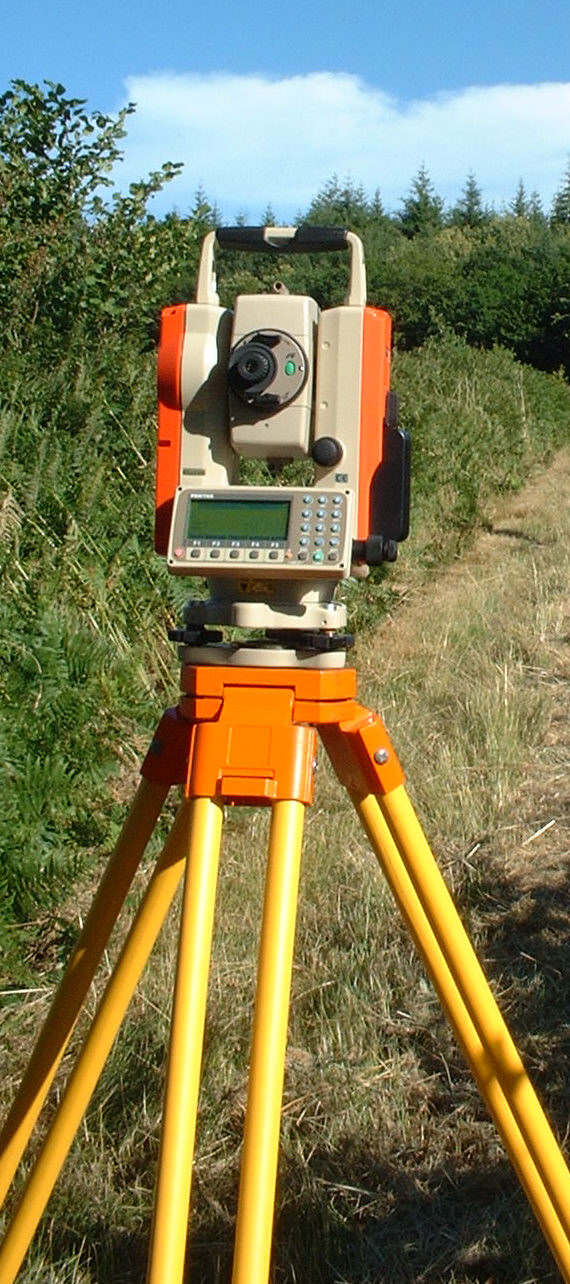
Station totale

Le tachéomètre est maintenant baptisé « station totale » (en anglais : total station), et permet de stocker dans une carte mémoire les mesures effectuées sur le terrain, pour les transférer et les traiter ensuite par ordinateur (aux formats propriétaire DXF, DWG ou autres), grâce à des programmes de DAO ou des tableurs. Aujourd'hui les appareils les plus perfectionnés intègrent une télécommande à liaison hertzienne permettant de travailler seul ; sont aussi disponibles des stations totales intégrant en plus un système GNSS.
Le tachéomètre est un appareil fréquemment utilisé en topographie dans toutes les opérations de lever de terrain (lever topographique), dans divers types de travaux dans les domaines des BTP et de l'industrie (notamment l'aéronautique) ainsi qu'en archéologie (relevé des objets en 3 coordonnées absolues).

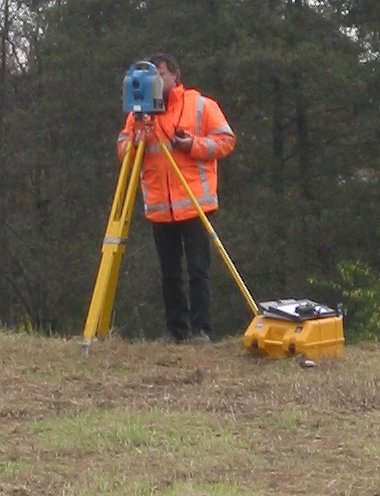
Utilisation d'un tachéomètre
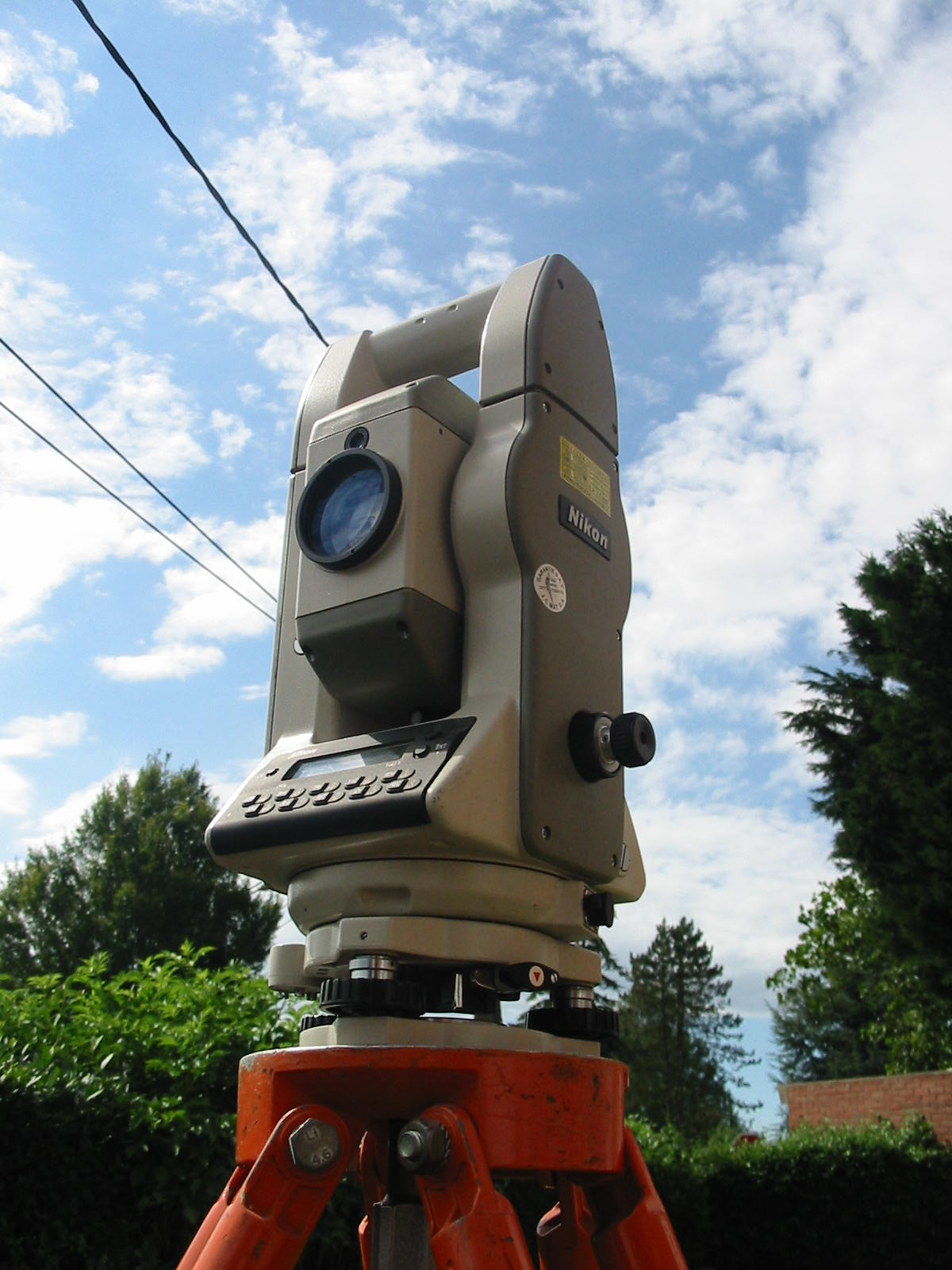
Tachéomètre DTM-A20
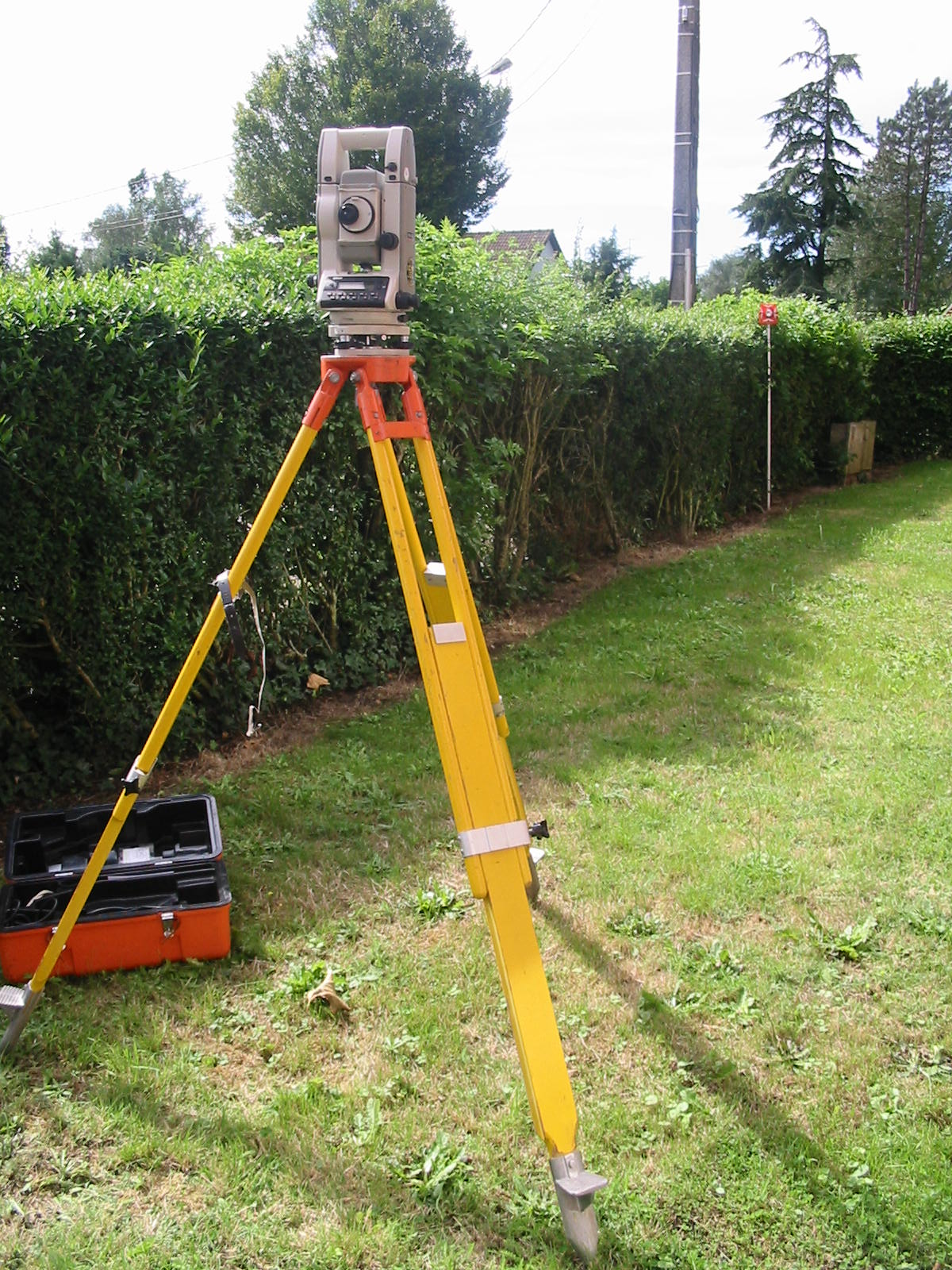
DTM-A20 en station et le prisme réflecteur
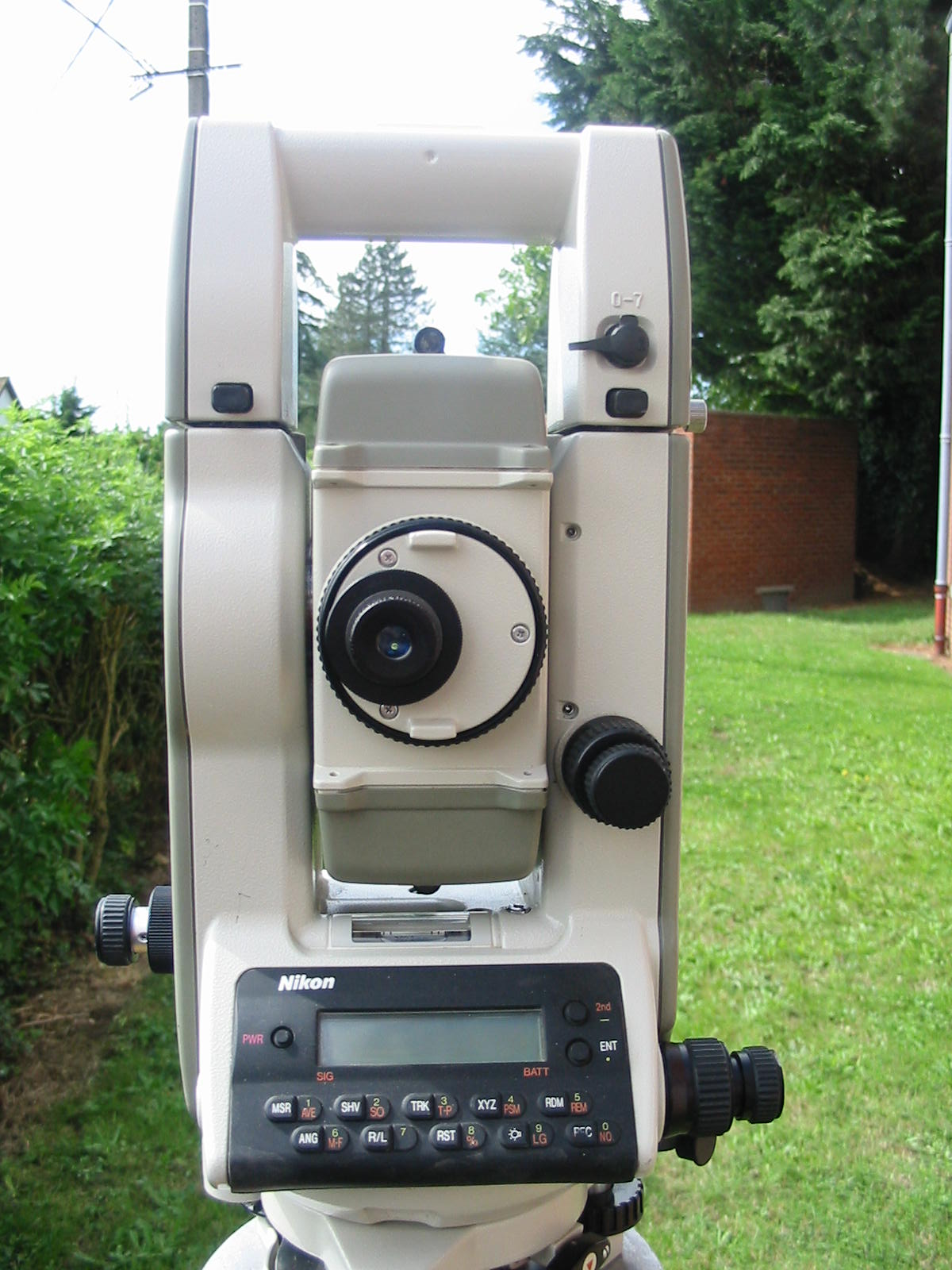
DTM-A20 (face principale - cercle à gauche)
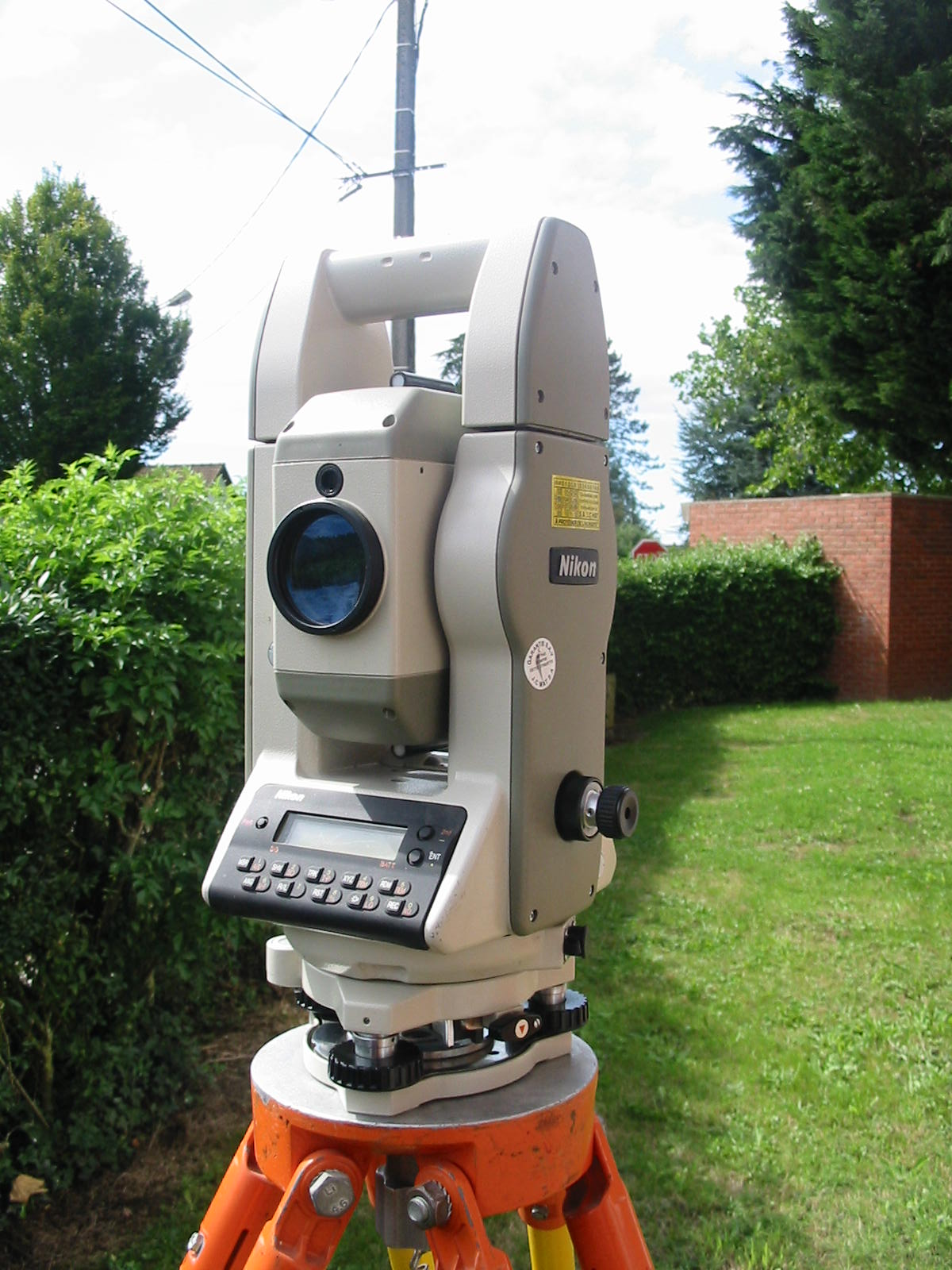
DTM-A20 (face arrière - cercle à gauche)
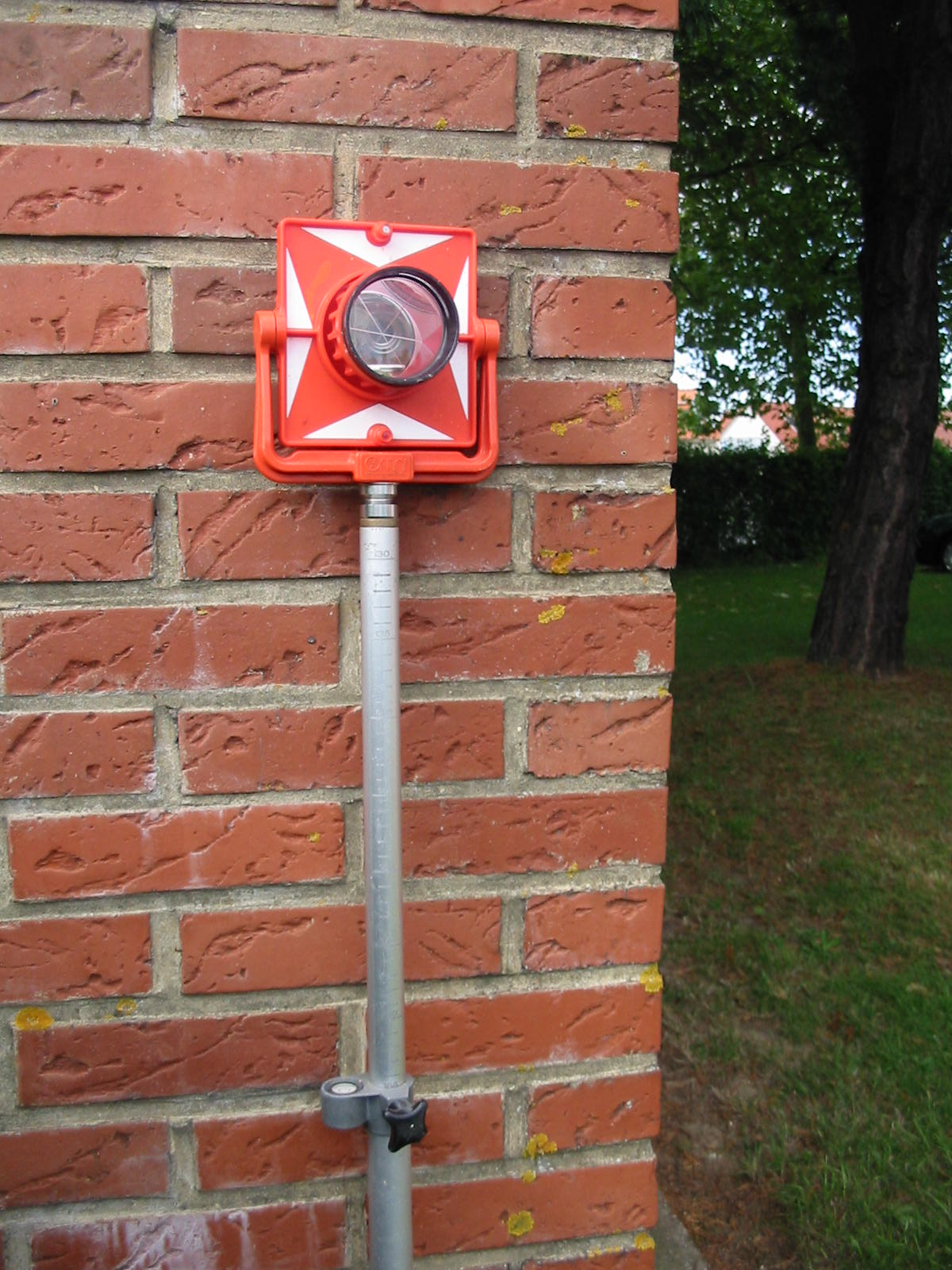
Prisme réflecteur avec sa bulle de niveau sphérique
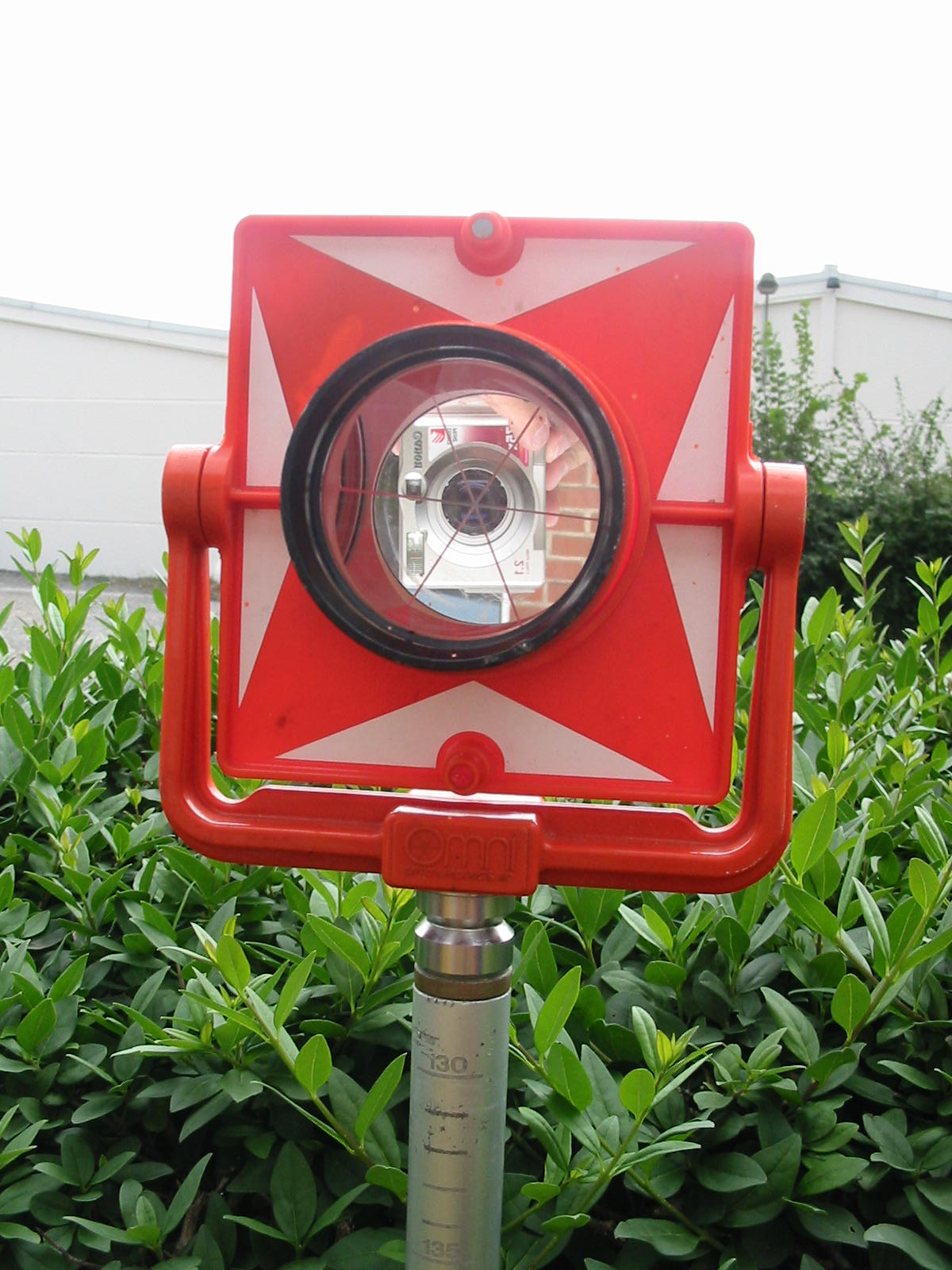
Prisme réflecteur, avec le reflet de l'objectif de l'appareil photo
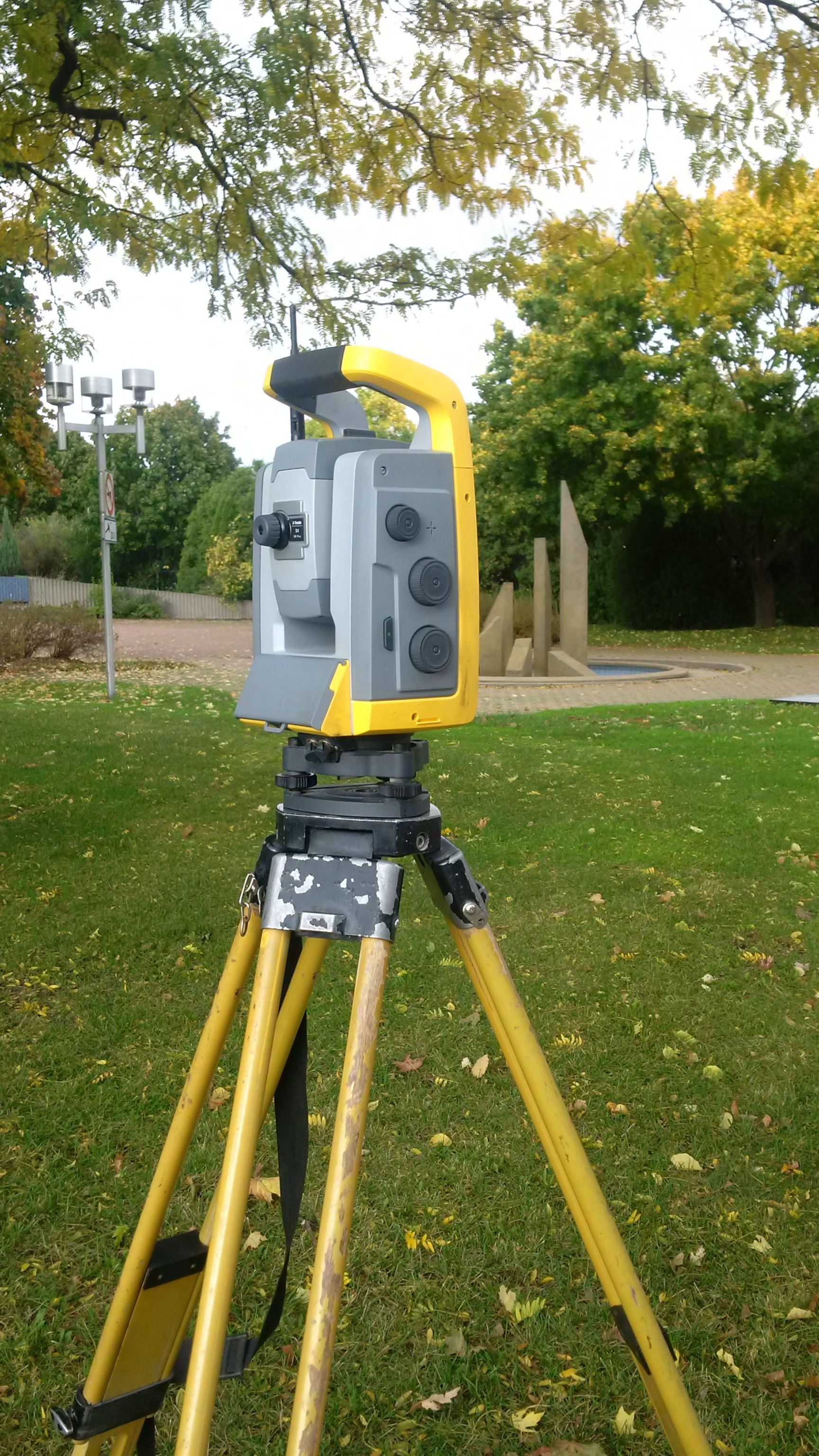
Station automate ((en) Total Robotic Station), de marque Trimble

### Marques principales
- (fr) Leica Geosystems
- (fr) Trimble
- (en) North
- (en) Nikon
- (en) Sokkia / (fr) Topcon
- (en) SpectraPrecision
- GeoMax Positioning